# Lightgun
Eine Lightgun ist ein Eingabegerät für Videospiele. Die erste Lightgun wurde bereits 1936 bei dem Spiel „Ray-O-Lite“ eingesetzt. Möglich wurde es durch die schnelle Fotozelle auf Basis einer Vakuumröhre mit nachfolgender Verstärkung. Es wurde kein Computer eingesetzt, stattdessen befand sich die Lichtquelle auf einem mechanisch bewegten Ziel, während sich in der Lightgun, genau wie auch heute noch, die Fotozelle befand. Eine Lightgun im heutigen Sinne funktioniert genauso. Es wird die Tatsache genutzt, dass das Bild auf der Kathodenstrahlröhre aus einem sich schnell bewegenden einzelnen Lichtpunkt zeilenmäßig zusammengesetzt wird. Mit der Lightgun wird somit nur „gemessen“, an welcher Stelle des Bildschirms sich der Bildpunkt gerade befindet. Der auf einem ähnlichen Konzept basierende Lichtgriffel für den Whirlwind-Computer wurde 1949 entwickelt.

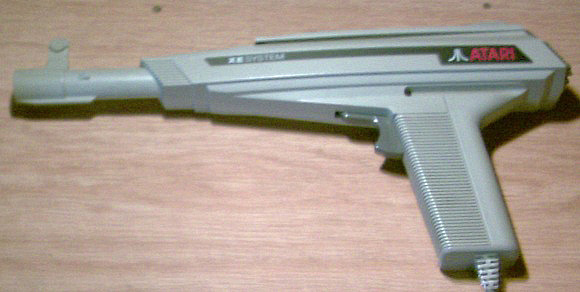
Atari XE System Lightgun

## Über die Lightgun
Lightguns sind ballistischen Waffen nachempfunden (meist Pistolen) und dienen dem Zweck, Objekte auf einem Bildschirm ins Visier zu nehmen. Modelle mit Force-Feedback-Unterstützung können auch den Rückstoß der Waffe beim Feuern simulieren.
Lightguns sind bei Arcade-Spielen in Spielhallen verbreitet. Auf dem Heimkonsolenmarkt sind sie dagegen kaum geläufig, es gibt nur wenige kompatible Spiele für Spielkonsolen. Dies liegt möglicherweise daran, dass nur wenige Spieler gewillt sind, sich ein zusätzliches Steuergerät für ihr System anzuschaffen. Außerdem gibt es oft Bedenken seitens der Konsumenten mit der Befürchtung, der kleine heimische Fernseher sei nicht so gut für Lightguns geeignet wie die großen Spielautomatenbildschirme.
Lightguns existieren für viele Plattformen, etwa für das Nintendo Entertainment System (Zapper Gun), für die Sony PlayStation, das Sega Master System, den Sega Saturn, die Sega Dreamcast, die Magnavox Odyssey oder auch die Microsoft Xbox.

## Funktionsweise

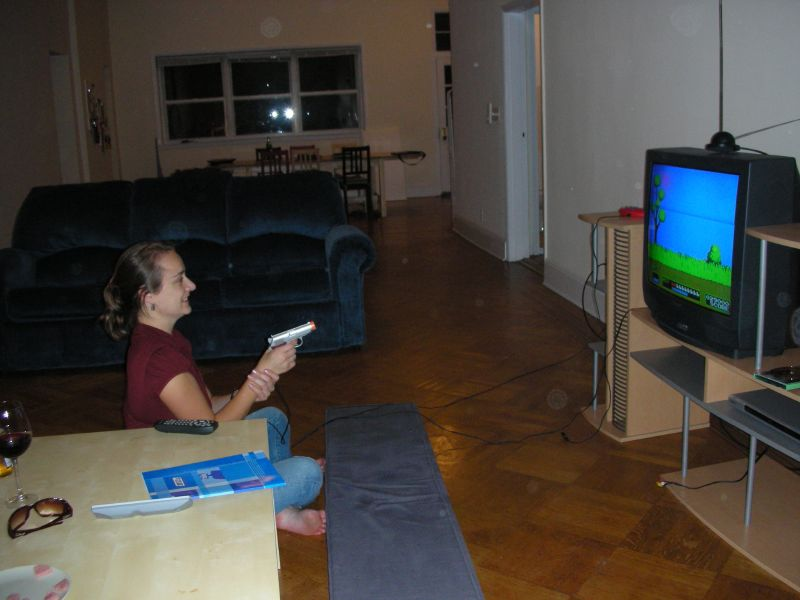
Ein frühes bekanntes Lightgun-Spiel: Duck Hunt

Die „Lightgun“ trägt ihren Namen, weil sie mit Hilfe des Lichtes registriert, auf welchen Punkt des Bildschirms der Spieler zielt. Zwar suggeriert der Name, die Waffe verschieße selbst einen Lichtstrahl, jedoch empfängt sie in Wirklichkeit Licht vom Bildschirm durch eine Photodiode im Pistolenlauf. Diese nutzt die Lichtsignale zum Zielen, in Verbindung mit einem gut abgestimmten elektronischen Mechanismus zwischen Abzug und Grafikprogrammierung. Es gibt zwei gebräuchliche Versionen dieser Technik, das grundlegende Konzept ist jedoch das gleiche wie beim Lichtgriffel: Bei Betätigung des Abzugs wird der Bildschirm schwarz, und die Diode schaltet auf Empfang. Dann färbt sich die Zielstelle auf dem Bildschirm weiß. Der Computer kann nun feststellen, wohin die Waffe zielt, indem die Diode dann weißes Licht erkennt, wenn die Waffe auf die nun weiße Zielstelle ausgerichtet ist. Dies basiert darauf, dass bei einer Kathodenstrahlröhre, wie sie damals in den meisten Fernsehern und Monitoren eingebaut war, das Bild zeilenweise nacheinander aufgebaut wird und somit die Bildpunkte nicht genau gleichzeitig weiß werden. Der Spieler bemerkt von all dem nichts, da der Vorgang in sehr kurzer Zeit abläuft.
Bei der ursprünglichen Methode wurde beim Betätigen des Abzuges ein schwarzes Bild generiert, das anstatt der Ziele weiße Vierecke enthielt. Empfing die Photodiode dieses weiße Licht, so wurde ein Treffer registriert. Der Nachteil: hielt man die Diode in ein anderes, auch weißes Licht, so wurde automatisch ein Treffer erzielt.
Eine herkömmliche Lightgun kann an Plasma- und LCD-Bildschirmen sowie mit Rückprojektions-Fernsehern und Videoprojektoren nicht korrekt funktionieren. Auch bei 100-Hz-Röhrenfernsehern funktioniert die Berechnung des Treffers wegen des schnelleren Bildaufbaus nicht. Daher verwenden aktuelle Lightguns zunehmend eine andere technische Lösung, bei der die Bewegungen durch auf dem Bildschirmgehäuse platzierte Infrarot-Sender erkannt werden.

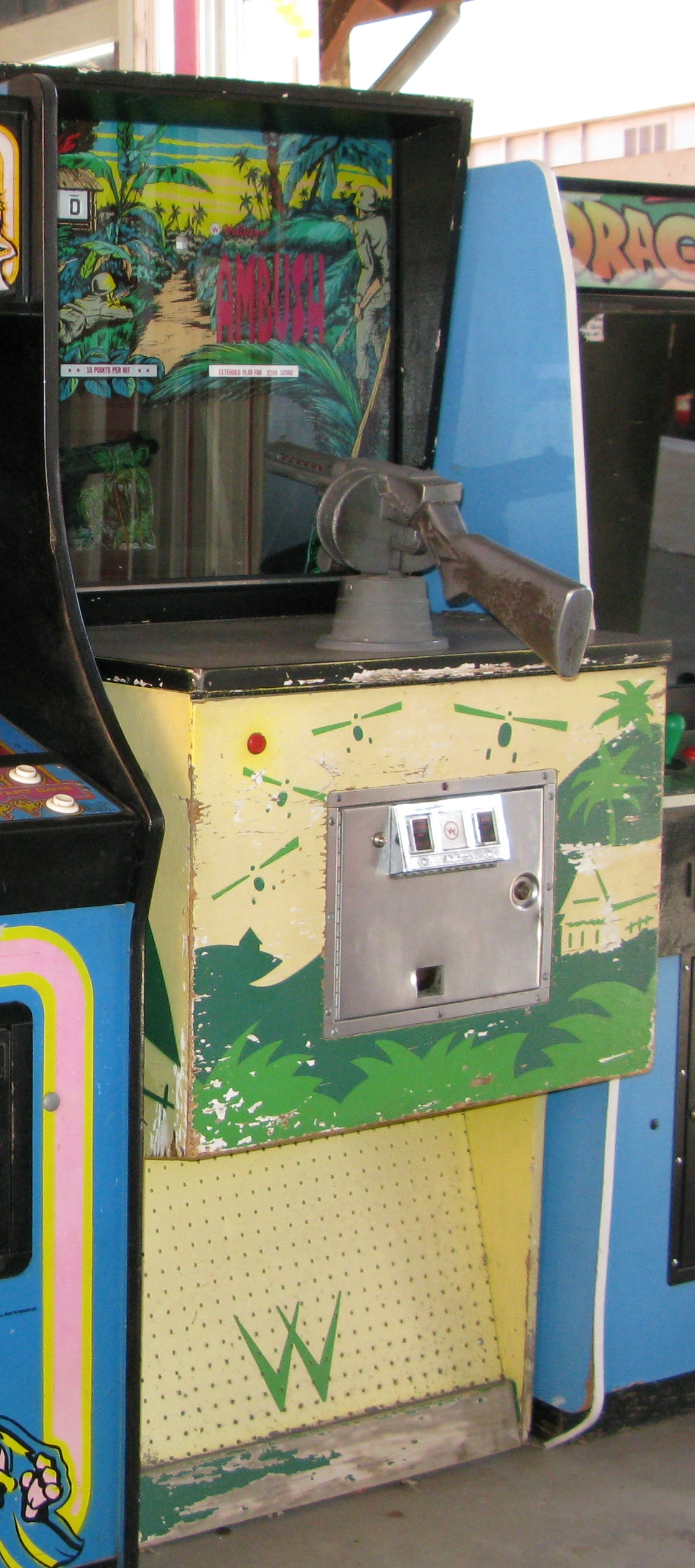
Elektro-mechanisches Arcade-Spiel Ambush (Williams, 01/1973) mit 300 Schuss/Minute

## Geschichte
Das grundlegende Spielprinzip existierte schon lange vor der Erfindung von Computerspielen bei Schießbuden auf Jahrmärkten, bei denen mit einem Luftgewehr auf mechanisch bewegte Ziele geschossen wird.
Das erste mechanische Lightgun-Spiel war 1936 Ray-O-Lite von dem Musikautomatenhersteller J. P. Seeburg. Dieser Spielautomat verfügte über eine bewegliche Enten-Attrappe mit einer Vakuumröhre, die auf die Lichtimpulse der zugehörigen Lightgun reagierte. 
Das Grundprinzip der Lightgun wurde später auch für Computerspiele umgesetzt. 1972 erschienen vier Konsolenspiele für die Magnavox Odyssey. Die Lightgun in Form eines Gewehres war optional dazu erhältlich. Das erste Arcade-Spiel mit optischer Lightgun war 1974 Qwak! von Atari. In den späten 1980er und frühen 1990er Jahren wurden bei Arcade-Spielen oft Positional Guns verwendet, die im Unterschied zu den herkömmlichen Lightguns fest vor dem Spielautomaten installiert sind und Maschinenpistolen ähneln. Ein Beispiel hierfür ist Operation Wolf aus dem Jahr 1987.

## Bekannte Spiele

### Frühe Konsolenspiele
4 Spiele für die Konsole Magnavox Odyssey (1972)
- Operation Thunderbolt (Taito, 1988)
- Mad Dog McCree (für CD-i, 1990)
- Who Shot Johnny Rock (für CD-i)
- Spiele für die Konsole Action Max

Spiele für ATARI-Heimcomputer/Konsolen
- Alien Brigade (7800)
- Bobby needs Food (2600, homebrew)
- Bug Hunt (XEGS)
- Barnyard Blaster (7800/XEGS)
- Crossbow (7800/XEGS)
- Crime Buster (XEGS)
- Meltdown (7800)
- Operation Blood disk (XEGS)
- Operation Blood II – Special Forces (XEGS)
- Gangsterville (XEGS)
- Sentinel (2600/7800)
- Shooting Gallery (2600, unreleased)

### Arcade-Spiele

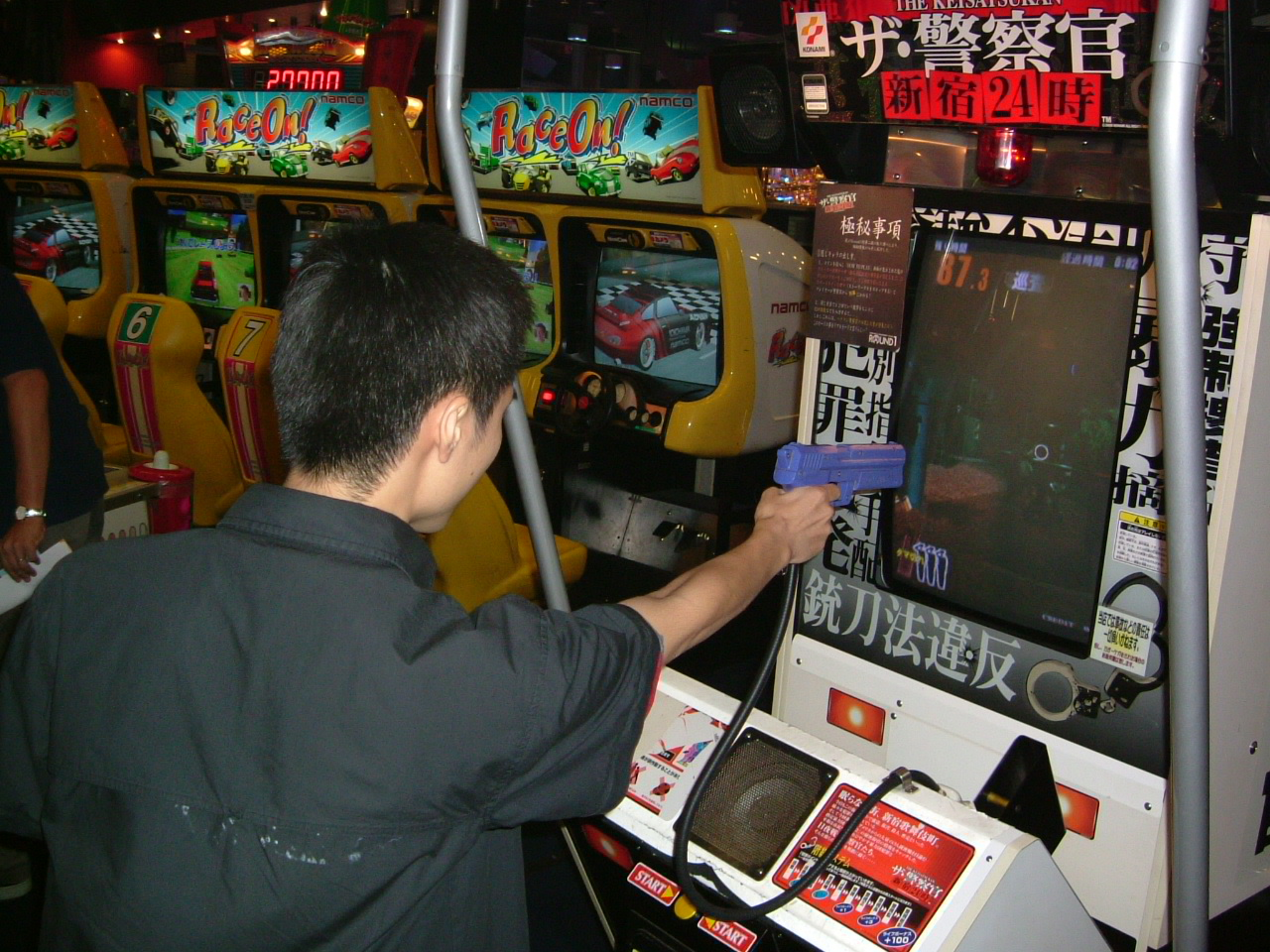
Modernes Survival-Horror-Arcade-Spiel

(Auswahl)		
- Area 51
- Crisis Zone
- Duck Hunt
- Laser Clay Shooting System (1973)
- Ninja Assault
- Operation Wolf
- Point Blank
- Qwak!
- Terminator 2: Judgment Day
- The House of the Dead
- Time Crisis
- Vampire Night
- Virtua Cop
- Wild Gunman (1974, 1984)
- Lethal Enforcers

### Neuere Konsolenspiele
- Resident Evil: The Umbrella Chronicles, Wii (Capcom, 2007)
- Link’s Crossbow Training, Wii (Nintendo, 2007)
- Time Crisis 4, PS3 (Namco, 2007)

### PC-Spiele
- Crime Patrol
- Crime Patrol 2 - Drug Wars
- Ed Hunter - The Iron Maiden Game
- Fast Draw Showdown
- Mad Dog McCree
- Mad Dog McCree - The Lost Gold
- Remington Super Slam Hunting Africa
- Space Pirates
- Starsky & Hutch
- The House of the Dead 1
- The House of the Dead 2
- The House of the Dead 3
- The Last Bounty Hunter
- Virtua Cop 2
- Who Shot Johnny Rock

### PC Light Guns
- EMS EMS TopGun III (wireless) funktioniert mit allen Bildschirmen (LCD,CRT,Projector,Plasma,...)
- EMS EMS TopGun II (USB Kabel) funktioniert mit allen Bildschirmen (LCD,CRT,Projector,Plasma,...)
- Lichtknarre Software kann in Verbindung mit der Wii-remote verwendet werden für Kimme und Korn aiming als lightgun für den PC. Funktioniert mit allen Bildschirmarten, welche mit PC verbunden werden können.